# Chakutpaliu
Chakutpaliu (kod švicarskog etnologa Gatscheta Tcha kutpaliu), jedna od bivših bandi Atfalati Indijanaca, porodica Kalapooian, koji su u ranom 19 stoljeću živjeli sjeveroistočno od današnjeg Hillsboroa, na području današnjeg okruga Washington u Oregonu.